# Майкл, Али
Александра Николь «Али» Майкл (англ. Alexandra Nicole "Ali" Michael; род. 15 мая 1990, Колливилл, Техас) — американская модель.

## Биография
Али Майкл родилась 15 мая 1990 года в городе Колливилл, штат Техас, США. Али училась в Grapevine High School, но приостановила обучение сосредоточившись на карьере модели. Карьера молодой модели началась после победы на конкурсе Dawson Model Search Fashion в возрасте 15 лет.

### Карьера
В 2006 году Майкл подписала контракт с агентством DNA Models и появилась в итальянском Elle. В феврале 2007 года состоялся её дебют на подиуме в Нью-Йорке, где модель открывала показ для 3.1 Phillip Lim и Alice Roi. Девушка также выходила на подиум в Лондоне для Marc by Marc Jacobs и в Париже для Lanvin. До конца 2007 года Али появилась в журналах W, French Revue de Modes, Harper's Bazaar и Teen Vogue.
В феврале 2008 года Али Майкл была отправлена домой с недели моды в Париже после того, как ей сказали, что «её ноги слишком пухлые». После чего ей пришлось справляться с весом и пищевым расстройством. У неё длительное время наблюдались проблемы со здоровьем. Али также заявила, что не одинока в своей борьбе с лишним весом, и что многие другие модели морят себя голодом.
В сентябре 2008 года Али Майкл вернулась на подиум, и выходила на показах в Лондоне, Милане и Париже. Модель участвовала в показах для Lacoste, Marc Jacobs, ADAM, Matthew Williamson, House of Holland, Max Azria, Doo.Ri, Paul Smith, Luella, Louise Goldin, Akris, Christian Dior, Iceberg, Fendi, Karl Lagerfeld, Sonia Rykiel и многих других.
Вдобавок к её сильному решению вернуться в модельный бизнес, Али продлила свой контракт с SportMax и подписала новый с Lanvin Jeanne. Девушка также стала лицом рекламных кампаний Anna Sui, Lord and Taylor, Gianfranco Ferre и Coach.
В феврале 2009 года Майкл пропускает Неделю моды в Нью-Йорке, Лондоне, Милане и Париже, но возвращается в сентябре, и выходит на подиум для Emanuel Ungaro, 3.1 Phillip Lim, Sonia Rykiel, Burberry и Yohji Yamamoto.
В 2010 году модель появилась в весеннем выпуске Lula Magazine и украсила страницы итальянского Elle. В 2012 году она снова появилась в журнале Elle. Терри Ричардсон снимал Али Майкл обнаженной.
В 2013 году девушка украсила обложку апрельского номера L’Officiel Brazil. В 2016 году выбрана Playboy Playmate июля.

### Личная жизнь
Али встречалась с американским актёром Мэттью Греем Гублером, наиболее известным зрителю по сериалу «Мыслить как преступник», и андрогинной моделью Марселем Кастенмиллером.